# Martin Štěpánek (potápěč)
Martin Štěpánek (* 5. června 1977 Náchod) je český potápěč, rekordman v potápění na nádech. V současné době žije na Floridě. Pracuje jako instruktor v organizaci Freediving Instructors International, kterou v roce 2007 sám založil.
Za svoji kariéru vytvořil devět světových rekordů v pěti disciplínách AIDA (všechny rekordy již byly překonány). V roce 2009 Martin dosáhl na jeden nádech a pouze s pomocí své monoploutve (disciplína Konstantní váha – Constant weight) rekordu 122 metrů. Jednalo se o historický rekord, jelikož Martin se stal prvním člověkem, který překonal hranici 400 stop.

## Rekordy
| Disciplína | Rekord       | Datum     | Místo                 |
| ---------- | ------------ | --------- | --------------------- |
| VWT        | 136 m        | 14.4.2005 | Kajmanské ostrovy     |
| CNF        | 80 m         | 9.4.2005  | Kajmanské ostrovy     |
| CWT        | 93 m         | 29.5.2003 | Limassol (Kypr)       |
| CWT        | 103 m        | 10.9.2004 | Spetses (Řecko)       |
| CWT        | 106 m        | 1.4.2006  | Kajmanské ostrovy     |
| CWT        | 122 m        | 22.5.2009 | Šarm aš-Šajch (Egypt) |
| FIM        | 90 m         | 8.9.2001  | Miami (USA)           |
| FIM        | 102 m        | 3.3.2004  | Kajmanské ostrovy     |
| FIM        | 106 m        | 3.4.2006  | Kajmanské ostrovy     |
| FIM        | 108 m        | 5.4.2006  | Kajmanské ostrovy     |
| FIM        | 110 m        | 23.5.2009 | Šarm aš-Šajch (Egypt) |
| STA        | 7 min 47 sec | 1.7.2001  | Miami (USA)           |
| STA        | 8 min 6 sec  | 3.7.2001  | Miami (USA)           |

FIM – Volný ponor (Free immersion)

STA – Statická apnea (Static apnea)

CWT – Konstantní váha (Constant weight)

CNF – Konstantní váha bez ploutví (Constant weight no fins)

VWT – Variabilní váha (Variable weight)